# بیککولوو (شهرستان میاکینسکی، باشقیرستان)
بیککولوو (انگلیسی: Bikkulovo, Miyakinsky District, Republic of Bashkortostan) یک شهرک در شهرستان میاکینسکی استان باشقیرستان کشور روسیه است.